# Tremadocien
| Systeem                                     | Serie      | Etage       | Ouderdom (Ma) |
| ------------------------------------------- | ---------- | ----------- | ------------- |
| Siluur                                      | Llandovery | Rhuddanien  | jonger        |
| Ordovicium                                  | Boven      | Hirnantien  | 443,4–445,2   |
| Ordovicium                                  | Boven      | Katien      | 445,2–453,0   |
| Ordovicium                                  | Boven      | Sandbien    | 453,0–458,4   |
| Ordovicium                                  | Middel     | Darriwilien | 458,4–467,3   |
| Ordovicium                                  | Middel     | Dapingien   | 467,3–470,0   |
| Ordovicium                                  | Onder      | Floien      | 470,0–477,7   |
| Ordovicium                                  | Onder      | Tremadocien | 477,7–485,4   |
| Cambrium                                    | Furongien  | 10e etage   | ouder         |
| Indeling van het Ordovicium volgens de ICS. |            |             |               |

Het geologisch tijdperk Tremadocien (Vlaanderen: Tremadociaan) of Tremadoc is in de geologische tijdschaal de oudste tijdsnede in het Vroeg-Ordovicium. Het Tremadocien duurde van 485,4 ± 1,9 tot 477,7 ± 1,4 Ma. Het werd voorafgegaan door de niet nader benoemde laatste tijdsnede van de Cambrium; op het Tremadocien volgt het Floien.
In de chronostratigrafie van Groot-Brittannië wordt de naam Tremadoc gebruikt voor een serie, die ongeveer dezelfde ouderdom heeft.

## Naamgeving en definitie
Het Tremadocien is genoemd naar Tremadoc Bay in Noord-Wales. De naam werd in 1846 voor het eerst gebruikt door Adam Sedgwick, die het had over de "Tremadoc Group". De golden spike voor het Tremadocien (en daarmee voor het Ordovicium) bevindt zich in het green point profile, 10 km ten oosten van Rocky Harbour in Gros Morne National Park (Newfoundland, Canada).
De basis van het Tremadocien wordt gedefinieerd door het eerste voorkomen van de conodont Iapetognathus fluctivagus. Deze grens (de basis van het Ordovicium) ligt vlak boven de conodonten-biozone van Cordylodus lindstromi en vlak onder de oudste voorkomens van planktonische graptolieten. De top wordt gedefinieerd door het eerste voorkomen van de graptoliet Tetragraptus approximatus.

## Gebeurtenissen
Het Tremadocien volgde op de Cambro-Ordovicische massa-extinctie. Daarop volgde een aantal snelle stijgingen van het eustatisch zeeniveau (transgressies), tussendoor gevolgd door fases waarin dit weer enigszins daalde. Het begin van het Ordovicium zag echter in totaal een snelle stijging van het zeeniveau, zodat een groter deel van de continenten bedekt raakte met ondiepe zeeën.